# Fuel (игра)
Fuel — видеоигра в жанре автомобильных гонок, выпущенная компанией Codemasters в 2009 году для игровых консолей PlayStation 3, Xbox 360 и для PC. Разработкой которой занималась Asobo Studio, базирующаяся во Франции.

## Об игре
Действие игры происходит в альтернативной реальности, где в результате постоянных экологических злоупотреблений Америка подверглась бесповоротным и разрушительным изменениям климата. Нефть в дефиците, и игрокам придется приложить максимум усилий, участвуя в соревнованиях по открытому бездорожью, чтобы заработать топлива на следующие гонки. При этом игрок волен выбирать, каким путём ехать к финишу: проехать по дорогам или «срезать» через лес.
В игре доступно шесть типов транспортных средств, включая мотоциклы, джипы, багги и грузовики. Трассы расположены на океанском побережье, пострадавшем от цунами, в пустынях Невады, включая Большой каньон Колорадо, на заснеженных горных вершинах и в тропических лесах. В игре реализовано большое открытое пространство, позволяющее двигаться в любом направлении.

## После выхода
| Сводный рейтинг | Сводный рейтинг | Сводный рейтинг |
| Издание         | Оценка          | Оценка          |
| Издание         | PS3             | Xbox 360        |
| --------------- | --------------- | --------------- |
| GameRankings    | 64,27 %         | 63,47 %         |

Игра была принята прохладно:

### Книга рекордов Гиннесса
Организация Guinness World Records уже официально присудила игре первый приз за «самые огромные открытые локации в игровой индустрии». По словам разработчиков, площадь игровых локаций FUEL составляет 5560 квадратных миль или же 14,4 тысячи квадратных километров. Для сравнения, площадь самых крупных городов мира составляет не больше 3 тысяч квадратных километров (Стамбул).